# Sandskär, Kimitoön
Sandskär är en ö i Finland. Den ligger i Skärgårdshavet och i kommunen Kimitoön i den ekonomiska regionen  Åboland i landskapet Egentliga Finland, i den sydvästra delen av landet. Ön ligger omkring 46 kilometer söder om Åbo och omkring 140 kilometer väster om Helsingfors.
Öns area är 7 hektar och dess största längd är 0,9 kilometer i öst-västlig riktning.